# Eric Stokes
(en) Statistiques sur pro-football-reference
Eric Jamane Stokes, né le 1er mars 1999 à Covington, est un sportif professionnel américain de football américain jouant au poste de cornerback dans la National Football League (NFL) depuis la saison 2021 et pour la franchise des Raiders de Las Vegas depuis la saison 2025.
Auparavant, il a joué pendant quatre saisons dans la NCAA Division I FBS pour les Bulldogs de l'université de Géorgie, avant d'être sélectionné par la franchise des Packers de Green Bay en 29e choix global lors du premier tour de la draft 2021. Après quatre saisons à Green Bay, il rejoint les Raiders.

## Biographie

### Jeunesse
Stokes étudie au lycée Eastside (en) de  Covington dans l'État de Géorgie où il pratique le football américain et l'athlétisme.

### Carrière universitaire
Stokes intègre l'université de Géorgie en 2017,.
Sous statut redshirt en 2017, il participe à 13 des 14 matchs de la saison (dont 3 en tant que titulaire) totalisant 20 plaquages,,.
Sophomore en 2019, il est titulaire lors de 13 des 14 matchs qu'il joue, totalisant 38 plaquages et un sack. De nouveau titulaire en 2020, il ne participe qu'à 9 matchs (saison réduite à la suite de la pandémie de Covid-19) et réussit sa première interception en carrière qu'il retourne en touchdown lors du premier match de la saison. Il totalise 4 interceptions et deux touchdowns en fin de saison.

### Carrière professionnelle

#### Draft
Stokes est sélectionné en en 29e choix global lors du premier tour de la draft 2021 par la franchise des Packers de Green Bay. Il est le 5e corneback sélectionné lors de cette draft.

#### Packers de Green Bay
Stokes signe son contrat rookie de quatre ans le 2 juin 2021 pour un montant de 11,93 millions de dollars incluant une prime à la signature de 6,03 millions.
Il est désigné 3e outside cornerback de son équipe pour le début de saison. À la suite des difficultés et blessures persistantes du titulaire Kevin King (en) pendant les deux premières semaines de la saison, Stokes est désigné titulaire au poste de cornerback avec Jaire Alexander avant le match de la troisième semaine contre les 49ers de San Francisco. La semaine suivante, il réussit sa première interception professionnelle sur une passe de Ben Roethlisberger lors de la victoire 27 à 17 contre les Steelers de Pittsburgh. Stoke reste titulaire le reste de la saison à l'exception du match contre les Chiefs de Kansas City en 9e semaine.
En 2022, Stokes est toujours titulaire mais son niveau de jeu décline à la suite des difficultés rencontrées par la défense des Packers. Lors d'une défaite contre les Lions de Détroit en 9e semaine, il doit quitter le match à la suite d'une blessure à la cheville. L'entraîneur principal Matt LaFleur a ensuite informé la presse que Stokes manquerait le reste de la saison en raison de sa blessure.
Stokes n'est toujours pas rétabli en début de saison 2023. Il n'est repris dans l'effectif principal que le 21 octobre mais est de nouveau indisponible quatre jours plus tard, à la suite d'une blessure aux ischio-jambiers. Réactivé le 16 décembre, il est de nouveau placé sur la liste des réservistes blessé deux semaine plus tard.
Le 2 mai 2024, les Packers n'activent pas l'option de cinquième année du contrat rookie de Stokes faisant de lui un agent libre dès la fin de saison 2024.

### Raiders de Las Vegas
Le 13 mars 2025, Stokes signe un contrat d'un an pour un montant de 4 millios de dollars avec les Raiders de Las Vegas.

## Statistiques
| Année       | Équipe                 | Statut      | MJ |       | Plaquages | Plaquages | Plaquages | Plaquages |       | Interceptions | Interceptions | Interceptions | Interceptions |  | Fumbles | Fumbles |
| Année       | Équipe                 | Statut      | MJ | Total | Seul      | Ast.      | Sacks     | Nb.       | Yards | Déf.          | TD            | Nb.           | Rec.          |  |         |         |
| 2018        | Bulldogs de la Géorgie | Fr.         | 13 | 20    | 16        | 4         | 0,0       | 0         | 0     | 9             | 0             | 0             | 0             |  |         |         |
| 2019        | Bulldogs de la Géorgie | So.         | 14 | 38    | 30        | 8         | 1,0       | 0         | 0     | 9             | 0             | 1             | 0             |  |         |         |
| 2020        | Bulldogs de la Géorgie | Jr.         | 09 | 20    | 14        | 6         | 0,0       | 4         | 94    | 4             | 2             | 0             | 0             |  |         |         |
| Totaux NCAA | Totaux NCAA            | Totaux NCAA | 36 | 78    | 60        | 18        | 1,0       | 4         | 94    | 22            | 2             | 1             | 0             |  |         |         |

| Année      | Équipe               | MJ |                         | Plaquages               | Plaquages               | Plaquages               | Plaquages               |                         | Interceptions           | Interceptions           | Interceptions | Interceptions |  | Fumbles | Fumbles |
| Année      | Équipe               | MJ | Total                   | Seul                    | Ast.                    | Sacks                   | Nb.                     | Yards                   | Déf.                    | TD                      | Nb.           | Rec.          |  |         |         |
| 2021       | Packers de Green Bay | 16 | 55                      | 43                      | 12                      | 0                       | 1                       | 0                       | 14                      | 0                       | 0             | 0             |  |         |         |
| 2022       | Packers de Green Bay | 09 | 26                      | 21                      | 05                      | 0                       | 0                       | 0                       | 0                       | 0                       | 0             | 0             |  |         |         |
| 2023       | Packers de Green Bay | 03 | 06                      | 05                      | 01                      | 0                       | 0                       | 0                       | 0                       | 0                       | 0             | 0             |  |         |         |
| 2024       | Packers de Green Bay | 0  | N'a pas joué car blessé | N'a pas joué car blessé | N'a pas joué car blessé | N'a pas joué car blessé | N'a pas joué car blessé | N'a pas joué car blessé | N'a pas joué car blessé | N'a pas joué car blessé | -             | -             |  |         |         |
| 2025       | Raiders de Las Vegas | ?  | Saison à venir          | Saison à venir          | Saison à venir          | Saison à venir          | Saison à venir          | Saison à venir          | Saison à venir          | Saison à venir          | ?             | ?             |  |         |         |
| Totaux NFL | Totaux NFL           | 28 | 87                      | 69                      | 18                      | 0                       | 1                       | 0                       | 14                      | 0                       | 0             | 0             |  |         |         |

| Année | Équipe               | MJ |       | Plaquages | Plaquages | Plaquages | Plaquages |       | Interceptions | Interceptions | Interceptions | Interceptions |  | Fumbles | Fumbles |
| Année | Équipe               | MJ | Total | Seul      | Ast.      | Sacks     | Nb.       | Yards | Déf.          | TD            | Nb.           | Rec.          |  |         |         |
| 2021  | Packers de Green Bay | 1  | 4     | 3         | 1         | 0         | 0         | 0     | 0             | 0             | 0             | 0             |  |         |         |